# Пазький міст
Пазький міст (хорв. Paški most) — залізобетонний арковий міст у Хорватії, що з'єднує острів Паг з материком, розташований на державній трасі D106.

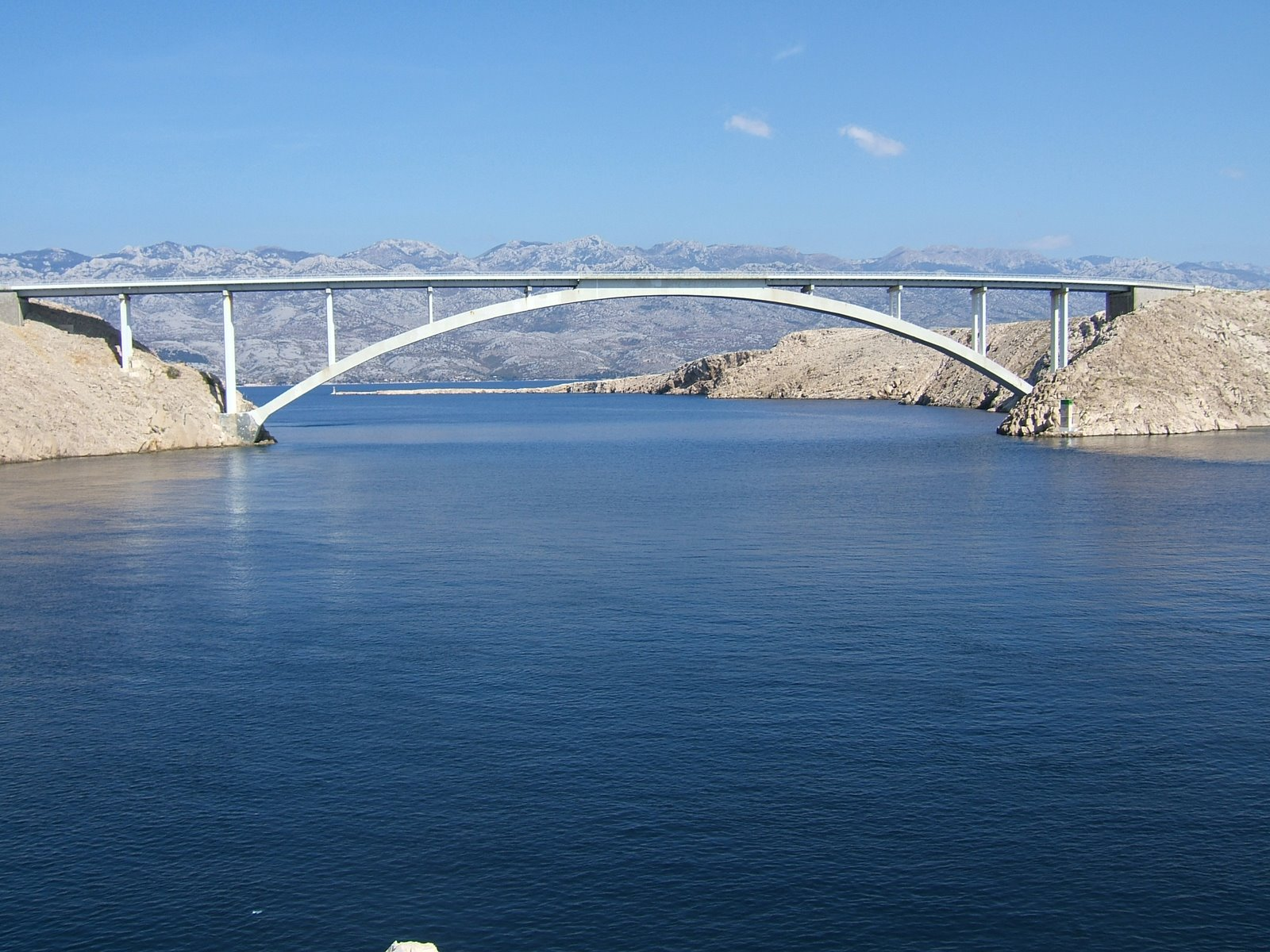
Пазький міст

Здано в експлуатацію 17 листопада 1968. Довжина мосту 301 метр, ширина — 9 метрів. Довжина прольоту арки — 193 метри. Міст був побудований групою робітників компанії «Mostogradnja» під керівництвом інженера Ілії Стоядиновича.
Під час  війни в Хорватії після руйнування моста в Маслениці Пазький міст виявився ланкою єдиного маршруту, що зв'язував Задар і Центральну Далмацію з рештою Хорватією (Задар — острів Паг — пором Призна-Жиглен), по ньому проходили біженці, поставлялася зброя і продукти, через що міст неодноразово піддавався атакам авіації  Югославської народної армії. Незабаром після війни міст був повністю відновлений.